# Ammoni Sacas
Ammoni Sacas (grec antic: Ἀμμώνιος Σακκᾶς, Ammṓnios Sakkás), és a dir, Σακκοφόρος ('transportista de sacs'), perquè la seva feina oficial consistia en el transport dels sacs de gra que arribaven o sortien de la ciutat d'Alexandria, havia nascut de pares cristians.
Porfiri afirma que va apostatar de la religió cristiana, cosa que neguen Eusebi de Cesarea i Jeroni d'Estridó. De tota manera va compaginar l'estudi de la filosofia platònica amb el cristianisme, i els que consideren que va apostatar el fan fundador d'una escola neoplatònica. Entre els seus deixebles hi havia Longí, Herenni, Plotí, Orígenes i Hèracles, que va ser sant.
Se li va atribuir una Vida d'Aristòtil amb uns comentaris sobre les Categories, però probablement era una obra de Joan Filopó. Els deixebles pagans d'Ammoni mantenien una mena de teologia filosòfica, i defensaven que la fe es derivava d'una percepció interior. Déu tenia tres conceptes: l'essència, la intel·ligència (és a dir, el coneixement de si mateix) i el poder (és a dir, l'omnipotència). Els dos darrers eren inferiors a l'essència. Del món en tenien cura uns déus inferiors, i per sota hi havia els δαίμονες, els bons i els dolents. Una vida i una teúrgia ascètiques portaven al coneixement. La filosofia d'Alexandria compartia aquests principis. Si va ser cristià, les seves opinions eren properes a les d'Orígenes. Va morir el 243 dC amb més de 80 anys.